# Begonia mengtzeana
Espèce
Begonia mengtzeana est une espèce de plantes de la famille des Begoniaceae. Ce bégonia est originaire de Chine. L'espèce fait partie de la section Platycentrum. Elle a été décrite en 1939 par Edgar Irmscher (1887-1968). L'épithète spécifique mengtzeana signifie « de Mengtze », en référence à la localité du Yunnan, Mengtze (ou Mengtsz) dans le Xian de Mengzi où a été récolté le type.

## Répartition géographique
Cette espèce est originaire du pays suivant : Chine.